# Tågklarerare

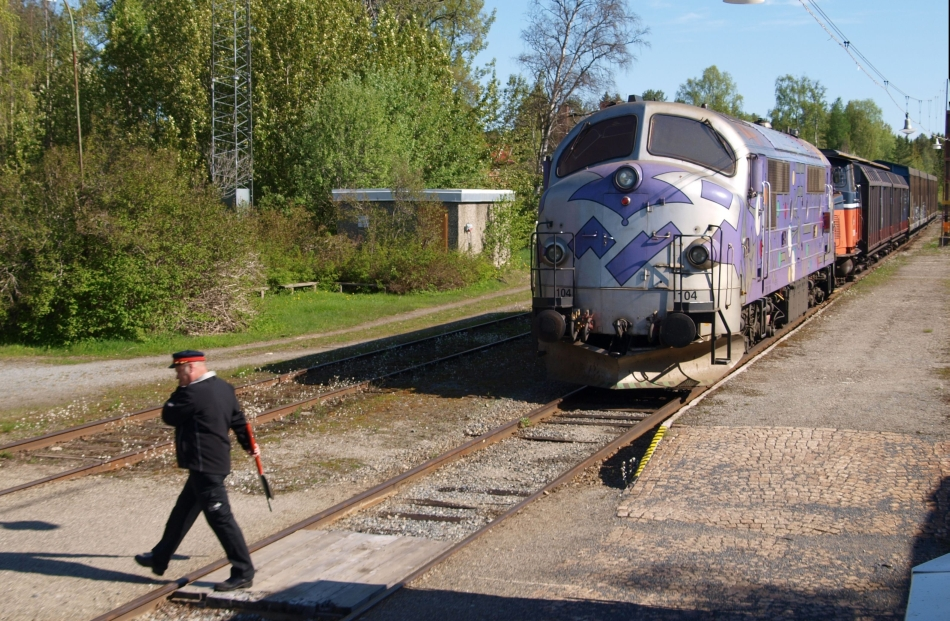
Tågklarerare i Ulriksfors.

Tågklarerare är en tjänsteman på järnväg, med uppgift att övervaka tågens rörelser. En tågklarerare kan arbeta lokalt på en station som lokaltågklarerare, eller på en trafikledningscentral som fjärrtågklarerare.

## Arbetsbeskrivning

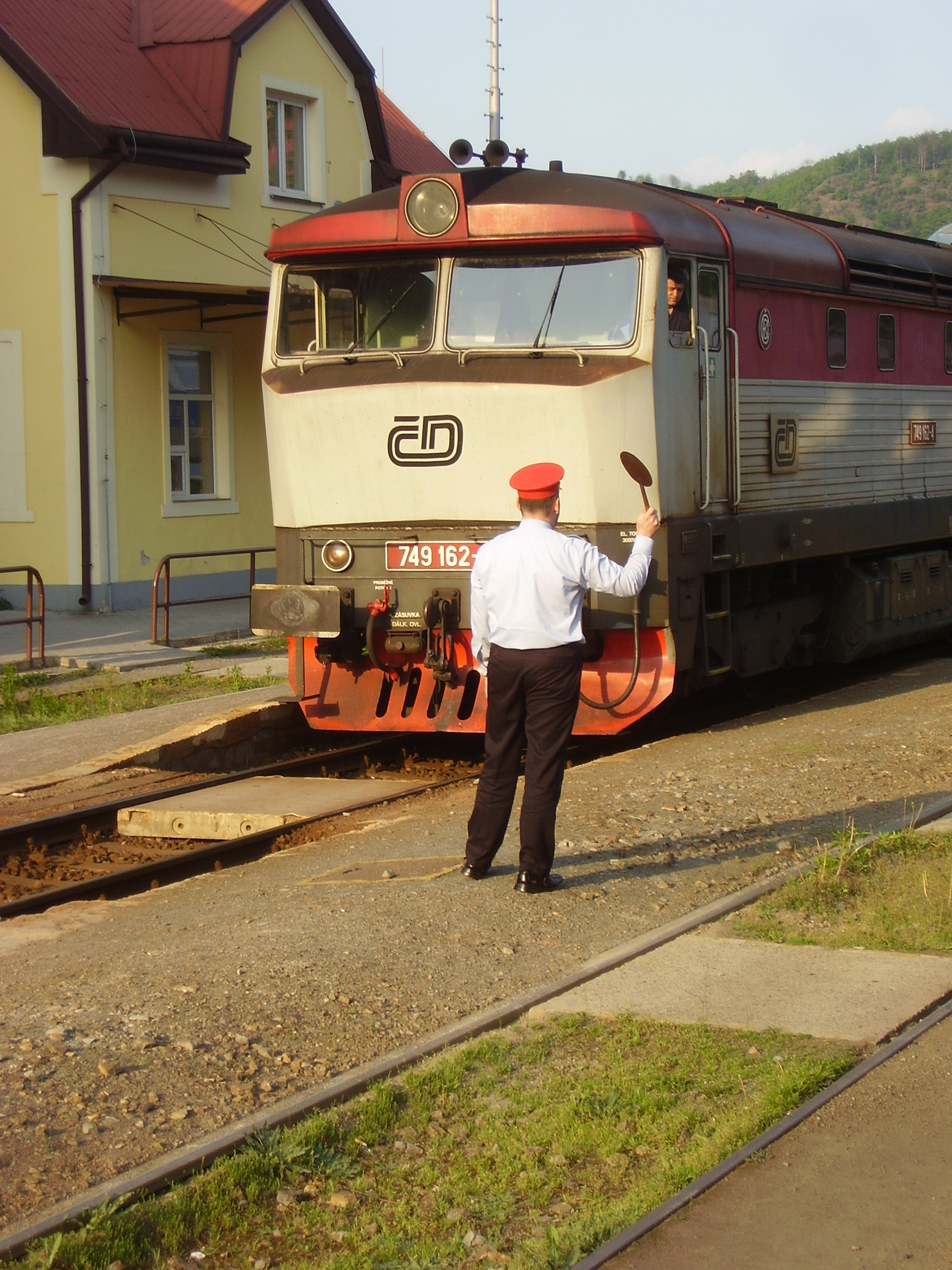
Tjeckisk tågklarerare.

En tågklarerare ansvarar för att tidtabellen och tågordningen hålls och är den som bedömer vilka åtgärder som bör göras vid avvikelser i tågtrafiken. Via ställverk övervakar och styr tågklareraren spårväxlar och ljussignaler för att leda tågtrafiken. När tågtrafiken går enligt plan är arbetet till stor del ett övervakningsarbete. Vid avvikelser kan arbetssituationen bli stressig. Tågklareraren ansvarar också för att säkerheten upprätthålls vid arbeten på spåren och att trafiksäkerhetsbestämmelser tillämpas. Arbetet innebär skift- samt helgtjänstgöring.

## Trafikcentraler i Sverige
Runt om i Sverige har Trafikverket åtta trafikcentraler tillhörande trafikledningsområden där fjärrtågklarerare, tågledare samt eldriftsledare övervakar tågtrafiken ute på linjen. Trafikcentralen ger också trafikinformation genom skyltar/monitorer och högtalare på stationer. Trafikcentralområdena, med dess ungefärliga geografiska utsträckning, från söder till norr:
Malmö
Övervakar bland annat tågtrafiken på Södra stambanan upp till Nässjö C samt Västkustbanan upp till Halmstad och Kust till kust-banan mellan Värnamo och Kalmar/Karlskrona. Samtliga järnvägslinjer i Skåne, Blekinge kustbana samt Stångådalsbanan ingår även i trafikledningsområde Malmö.
Göteborg
Övervakar bland annat tågtrafiken på Västra stambanan till Skövde samt Kust till kust-banan från Göteborg till Värnamo. Andra linjer som styrs från Göteborg är till exempel Norge/Vänerbanan och Bohusbanan. Även Älvsborgsbanan, Viskadalsbanan, Kinnekullebanan, Jönköpingsbanan samt Västkustbanan mellan Göteborg och Halmstad ingår i trafikledningsområde Göteborg.
Norrköping
Övervakar främst tågtrafiken längs med Södra stambanan från Nässjö, via Mjölby, Linköping och Norrköping till Katrineholm samt Nyköpingsbanan och Svealandsbanan. Även Järnvägslinjen Sala–Oxelösund, samt Bergslagspendeln Fagersta/Snyten-Kolbäck samt Tjustbanan ingår i trafikledningsområde Norrköping.
Hallsberg
Övervakar bland annat tågtrafiken längs med Västra Stambanan från Skövde till Katrineholm, Godsstråket genom Bergslagen från Mjölby till Frövi samt Mälarbanan mellan Örebro och Jädersbruk. Även Värmlandsbanan och Bergslagsbanan mellan Frövi och Borlänge ingår i trafikledningsområde Hallsberg.
Stockholm
Trafikcentralområde Stockholm omfattar bland annat Västra stambanan från Katrineholm till Stockholm, Mälarbanan från Västerås norra till Stockholm, Ostkustbanan från Stockholm till Uppsala (inklusive Arlandabanan) samt Dalabanan från Uppsala till Avesta Krylbo. Även Nynäsbanan och Värtabanan ingår i trafikledningsområde Stockholm.
Gävle
Övervakar bland annat tågtrafiken på Ostkustbanan mellan Uppsala och Sundsvall, Norra stambanan mellan Gävle/Storvik och Ljusdal samt Dalabanan mellan Avesta Krylbo och Mora. Även Bergslagsbanan mellan Gävle och Borlänge, Västerdalsbanan Borlänge-Malung och Godsstråket genom Bergslagen sträckan Storvik-Frövi ingår i trafikcentralområde Gävle.
Ånge
Övervakar tågtrafiken längs med Mittbanan mellan Sundsvall och Storlien, Norra stambanan mellan Ljusdal och Ånge samt Stambanan genom övre Norrland mellan Ånge och Vännäs. Botniabanan ingår i driftområde Ånge, liksom Järnvägslinjen Forsmo-Hoting och Järnvägslinjen Vännäs–Umeå–Holmsund.
Boden
Övervakar tågtrafiken längs med hela Malmbanan. I driftområde Boden ingår även Stambanan genom Övre Norrland från Vännäs till Boden liksom Haparandabanan och Piteåbanan.
Trafikcentralen i Stockholm med tillhörande trafikledningsområde Stockholm är störst med flest tågklarerare samt den mest omfattande persontrafiken. Trafikcentralen i Hallsberg har den mest omfattande godstrafiken. Störst geografisk utsträckning har trafikcentralen i Boden som hanterar samtlig tågtrafik i norra Sverige.

## Lokalbevakade stationer i Sverige
Banor där tågklarerare idag finns ute på stationerna och manuellt vinkar av tågen på "klassiskt" sätt med hjälp av tåganmälan blir färre och färre. Ett exempel på en sådan så kallad System M-sträcka är norra delen av Bohusbanan. Många av dessa banor kommer i framtiden att få det nya, europeiska standardiserade säkerhetssystemet ERTMS och därmed försvinner systemet med tåganmälan helt, och sköts istället via bland annat GSM-R-nätet.
Utöver trafikcentralerna är ett fåtal stora järnvägsknutar bevakade av en lokal tågklarerare trots att knutpunkten i många fall ligger längs med en sträcka som styrs av en fjärrtågklarerare. Anledningen till detta är att det i många fall är såpass omfattande tågtrafik och växling på orterna att enbart en fjärrtågklarare inte hinner med att styra trafiken och dess tågrörelser. Exempel på sådana är Nässjö och Kils station.
Detta är en lista över järnvägsstationer i Sverige som lokalbevakas regelbundet.
Trafikledningsområde Malmö
- Berga
- Blomstermåla
- Eksjö
- Forsheda
- Hjältevad
- Hultsfred
- Jönköpings godsbangård
- Kisa
- Landeryd
- Mönsterås
- Nässjö
- Olofström
- Oskarshamn
- Reftele
- Smålandsstenar
- Torup
- Trelleborgs centralstation
- Vetlanda
- Vimmerby
- Värnamo

Trafikledningsområde Göteborg
- Bengtsfors
- Dingle
- Forshem
- Lidköping
- Mariestad
- Munkedal
- Skene
- Strömstad
- Tanums station
- Veddige
- Viskafors

Trafikledningsområde Norrköping
Ingen
Trafikledningsområde Hallsberg
- Bofors
- Bäckebron
- Kils station
- Lysvik
- Rottneros
- Storfors
- Sunne
- Torsby

Trafikledningsområde Stockholm
Ingen
Trafikledningsområde Gävle
Ingen
Trafikledningsområde Ånge
Ingen
Trafikledningsområde Boden
- Luleå centralstation
- Lycksele

Inlandsbanan
Ingen (stationerna fjärrstyrs från trafikcentraler i Sveg, Östersund, Hoting och Storuman).